# Bandarilha

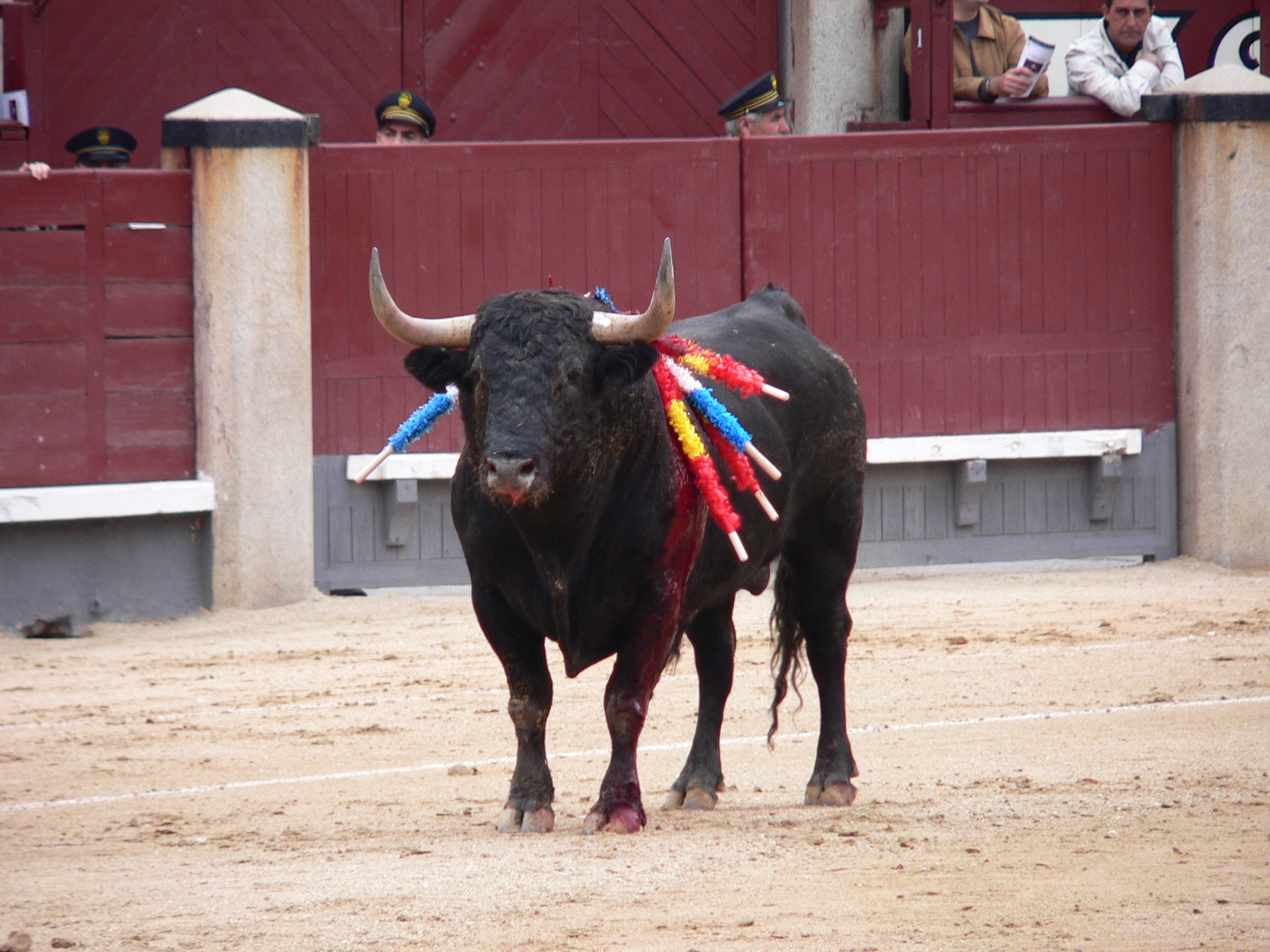
Touro com bandarilhas espetadas

Bandarilha é o nome genérico atribuído a uma haste de madeira de diferentes tamanhos, ornamentada com papel de seda às cores, tendo numa das pontas um arpão que se crava no touro, e nele fica preso. O nome técnico correcto é Ferragem.

## Tipos
O regulamento do espectáculo tauromáquico (Decreto Regulamentar nº. 62/91 de 29 de Novembro) estipula o seguinte:
Bandarilha- deve medir 70 cm de comprimento, ser enfeitadas com papel de seda de variadas cores e rematadas com um ferro de 8 cm, com um arpão de 4 cm de comprimento e 2 cm de largura;
Ferro comprido- Deve medir 140 cm de comprimento e possuir decoração e arpão idêntico ao da Bandarilha. Este deve partir de modo a que uma haste de 35 cm fique presa ao touro e o restante na mão do cavaleiro;
Ferro curto- Deve medir 80 cm de comprimento e possuir decoração e arpão idêntico ao da Bandarilha.
O regulamento estipula que as bandarilhas a colocar a duas mãos pelo cavaleiro devem medir 90 cm de comprimento.
Na lide de Garraios e Vacas a ferragem tem as mesmas dimensões excepto o arpão, o qual não pode exceder 3 cm de comprimento por 1 de largura.
É ainda usual, mas não está previsto pelo regulamento, a utilização de ferros de palmo ou palmitos, com cerca de 25 cm de comprimento.
As dimensões da ferragem em Espanha é distinta de Portugal.
O fabrico das Bandarilhas compete ao embolador de serviço sendo distribuídas aos moços de espadas após inspecção por parte do Director de Corrida.
Os pares de bandarilhas constituem uma sorte do toureiro apeado(bandarilheiro), praticada também por alguns cavaleiros.
Antigamente e sobretudo em Espanha usavam-se as Bandarilhas negras (que substituem as bandarilhas de jogo com que antigamente se castigavam os touros mansos) e as bandarilhas de fogo.